# Pływanie na Letnich Igrzyskach Olimpijskich 1936 – 400 m stylem dowolnym kobiet
Wyścig na 400 metrów stylem dowolnym kobiet był jedną z konkurencji pływackich rozgrywanych podczas XI Letnich Igrzysk Olimpijskich w Berlinie. Wystartowało 20 zawodniczek z dziesięciu reprezentacji.
Czternastoletnia Dunka Ragnhild Hveger ustanowiła swój pierwszy z czterdziestu dwóch rekordów świata na początku 1936 roku. Był to rekord na dystansie 800 metrów stylem dowolnym, przez co stała się główną kandydatką do złotego medalu na berlińskich igrzyskach na dystansie o połowę krótszym. Potwierdziła to bijąc rekord olimpijski już w fazie eliminacyjnej. W finale jej główną rywalką była zdobywczyni złota na dystansie 100 metrów stylem dowolnym, Holenderka Rie Mastenbroek. Hveger od początku narzuciła mocne tempo chcąc zostawić Holenderkę z tyłu. Nie udało się to jednak. Co więcej, Mastenbroek na ostatnich dziesięciu metrach przyspieszyła i w sprinterski sposób zdobyła swoje trzecie złoto. Później opowiedziała o pewnym incydencie mającym miejsce przed którymś z wcześniejszych wyścigów. Hveger podzieliła się czekoladą z innymi zawodniczkami prócz Mastenbroek. To wzbudziło w niej chęć "zemsty" w wyścigu na 400 metrów.
Po igrzyskach Hveger dominowała na arenie międzynarodowej. Na Mistrzostwach Europy w 1938 roku zdobyła trzy złote medale. W momencie zakończenia kariery podczas igrzysk w Helsinkach, trzydziestodwuletnia Dunka wciąż była na tyle dobra by awansować do finału na 400 metrów stylem dowolnym.

## Rekordy
| Rekord świata     | 5:16,0 | Willy den Ouden | Rotterdam (NED)   | 12 lipca 1934    |
| Rekord olimpijski | 1:06,8 | Helene Madison  | Los Angeles (USA) | 13 sierpnia 1932 |

## Wyniki

### Eliminacje
Trzy najszybsze zawodniczki z każdego wyścigu i najszybsza z czwartego miejsca awansowały do półfinału.
Wyścig 1
| Miejsce | Zawodniczka              | Czas   | Uwagi |
| ------- | ------------------------ | ------ | ----- |
| 1       | Ragnhild Hveger          | 5:28,0 | Q     |
| 2       | Lenore Kight-Wingard     | 5:34,0 | Q     |
| 3       | Piedade Coutinho-Tavares | 5:35,5 | Q     |
| 4       | Gladys Morcom            | 6:00,8 |       |
| 5       | Vera Harsányi            | 6:14,7 |       |

Wyścig 2
| Miejsce | Zawodniczka   | Czas   | Uwagi |
| ------- | ------------- | ------ | ----- |
| 1       | Tini Wagner   | 5:57,5 | Q     |
| 2       | Borbála Sóthy | 6:14,8 | Q     |

Wyścig 3
| Miejsce | Zawodniczka       | Czas   | Uwagi |
| ------- | ----------------- | ------ | ----- |
| 1       | Grete Frederiksen | 5:39,5 | Q     |
| 2       | Anna Timmermans   | 5:42,5 | Q     |
| 3       | Louisette Fleuret | 5:46,8 | Q     |
| 4       | Hatsuko Morioka   | 5:51,0 | q     |
| 5       | Evelyn de Lacy    | 5:51,9 |       |

Wyścig 4
| Miejsce | Zawodniczka      | Czas   | Uwagi |
| ------- | ---------------- | ------ | ----- |
| 1       | Inger Carlsen    | 5:57,1 | Q     |
| 2       | Margaret Jeffrey | 6:12,7 | Q     |
| 3       | Mary Lou Petty   | 6:16,6 | Q     |

Wyścig 5
| Miejsce | Zawodniczka      | Czas   | Uwagi |
| ------- | ---------------- | ------ | ----- |
| 1       | Rie Mastenbroek  | 5:38,6 | Q     |
| 2       | Irma Schrameková | 5:47,5 | Q     |
| 3       | Kazue Kojima     | 5:50,4 | Q     |
| 4       | Ágnes Bíró       | 6:14,3 |       |
| 5       | Scylla Venâncio  | 6:23,0 |       |

### Półfinały
Cztery najszybsze zawodniczki z każdego półfinału awansowały do finału.
Półfinał 1
| Miejsce | Zawodniczka          | Czas   | Uwagi |
| ------- | -------------------- | ------ | ----- |
| 1       | Rie Mastenbroek      | 5:40,3 | Q     |
| 2       | Lenore Kight-Wingard | 5:42,2 | Q     |
| 3       | Grete Frederiksen    | 5:42,5 | Q     |
| 4       | Tini Wagner          | 5:45,9 | Q     |
| 5       | Irma Schrameková     | 5:46,0 |       |
| 6       | Hatsuko Morioka      | 5:49,1 |       |
| 7       | Borbála Sóthy        | 6:11,2 |       |

Półfinał 2
| Miejsce | Zawodniczka              | Czas   | Uwagi |
| ------- | ------------------------ | ------ | ----- |
| 1       | Ragnhild Hveger          | 5:33,7 | Q     |
| 2       | Piedade Coutinho-Tavares | 5:42,5 | Q     |
| 3       | Kazue Kojima             | 5:43,5 | Q     |
| 4       | Mary Lou Petty           | 5:45,9 | Q     |
| 5       | Louisette Fleuret        | 5:46,1 |       |
| 6       | Anna Timmermans          | 5:49,4 |       |
| 7       | Inger Carlsen            | 5:55,0 |       |
| 8       | Margaret Jeffrey         | 6:07,2 |       |

### Finał
| Miejsce | Zawodniczka              | Czas   |
| ------- | ------------------------ | ------ |
| 1       | Rie Mastenbroek          | 5:26,4 |
| 2       | Ragnhild Hveger          | 5:27,5 |
| 3       | Lenore Kight-Wingard     | 5:29,0 |
| 4       | Mary Lou Petty           | 5:32,2 |
| 5       | Piedade Coutinho-Tavares | 5:35,2 |
| 6       | Kazue Kojima             | 5:43,1 |
| 7       | Grete Frederiksen        | 5:45,0 |
| 8       | Tini Wagner              | 5:46,0 |